# Coupe d'Espagne de football 2014-2015
Navigation
Coupe d'Espagne 2013-2014 Coupe d'Espagne 2015-2016
La Coupe d'Espagne de football 2014-2015, ou Coupe du Roi, est la 112e édition de cette compétition dont le tenant du titre est le Real Madrid.
83 équipes de première, deuxième et troisième division prennent part à la compétition. Les équipes filiales (équipes réserves) ne participent pas. Le vainqueur de la Coupe du Roi se qualifie pour disputer la phase de groupes de la Ligue Europa 2015-2016 et pour la Supercoupe d'Espagne 2015.
Le FC Barcelone remporte la finale (3 à 1) face à l'Athletic Bilbao le 30 mai 2015 au Camp Nou. C'est la première fois depuis 1954 qu'une équipe remporte le titre en gagnant tous les matchs.

## Équipes qualifiées
Sont qualifiées pour la Coupe du Roi 2014-2015 :
- les vingt équipes de Première division ;
- les vingt-deux équipes de Deuxième division A ;
- vingt-cinq équipes de Deuxième division B. Ce sont les cinq premiers de chacun des quatre groupes qui composent la Segunda División B, plus les cinq équipes avec le plus de points à la fin de la saison précédente, qui participent à la Coupe du Roi ;
- dix-huit équipes de Tercera División. Ce sont les champions 2014 de chacun des 18 groupes qui composent la Tercera División qui participent à la Coupe du Roi.

## Premier tour
43 équipes de Segunda División B et Tercera División prennent part au premier tour de la Coupe du Roi. Le tour se joue à match unique le 3 septembre 2014 sur le terrain du club tiré au sort en premier. Sept clubs de Segunda División B sont exemptés. : CF Fuenlabrada, CE L'Hospitalet, Lleida Esportiu, CD Guadalajara, Zamora CF, CD Mirandés et CD Guijuelo.
| Club recevant             | Score              | Club visiteur            |
| ------------------------- | ------------------ | ------------------------ |
| UD Somozas                | 3 - 0              | Varea                    |
| SD Leioa                  | 1 - 0              | Sestao River             |
| CD Izarra                 | 1 -0 (aet)         | Atlético Granadilla      |
| Puertollano               | 0 - 3              | Teruel                   |
| Barakaldo CF              | 3 - 0              | CF Trival Valderas       |
| Racing de Ferrol          | 5 - 1              | Atletico Astorga         |
| Gimnástica de Torrelavega | 1 - 2              | CD Lealtad               |
| Real Avilés               | 0 - 0 (pen. 4 - 2) | Marino de Luanco         |
| SD Huesca                 | 2 - 1              | CD Toledo                |
| Gimnàstic de Tarragone    | 0 - 0 (pen. 5 - 3) | Atlético Baleares        |
| CD Alcoyano               | 1 - 1 (pen. 9 - 8) | Peña Deportiva           |
| Real Oviedo               | 4 - 0              | SD Amorebieta            |
| UE Cornellà               | 0 - 0 (pen. 4 - 3) | Real Jaén CF             |
| Hércules CF               | 2 - 2 (pen. 3 - 4) | CD Eldense               |
| CD San Roque de Lepe      | 0 - 3              | Cádiz CF                 |
| Marbella FC               | 0 - 1              | Real Balompédica Linense |
| FC Cartagena              | 0 - 1              | UCAM Murcia CF           |
| La Hoya Lorca CF          | 2 - 2 (pen. 1 - 4) | CF Villanovense          |

## Second tour
| Club recevant           | Score              | Club visiteur |
| ----------------------- | ------------------ | ------------- |
| Girona                  | 0 - 0 (pen. 6 - 5) | Tenerife      |
| Alavés                  | 2 - 0 (ap)         | Osasuna       |
| SD Leioa                | 2 -0               | Teruel        |
| Izarra                  | 3 - 1 (ap)         | UD Somozas    |
| Gijón                   | 1 - 3              | Valladolid    |
| Betis                   | 2 - 0              | Llagostera    |
| Albacete                | 1 - 0              | Saragosse     |
| Club Deportivo Alcoyano | 1 - 0              | Gimnàstic     |
| Avilés                  | 0 - 1              | Barakaldo     |
| UCAM Murcia CF          | 1 - 1 (pen. 3 - 2) | Eldense       |
| Mirandés                | 4 - 1              | Ferrol        |
| Guijuelo                | 0 - 1              | L'Hospitalet  |
| Lleida Esportiu         | 3 - 0              | Guadalajara   |
| Villanovense            | 2 - 2 (pen. 3 - 4) | Huesca        |
| Cádiz                   | 2 - 1              | Lealtad       |
| Linense                 | 4 - 1              | Fuenlabrada   |
| UE Cornellà             | 3 - 2              | Zamora        |
| Huelva                  | 2 - 1              | Ponferradina  |
| Murcie                  | 1 - 2              | Sabadell      |
| Leganés                 | 1 - 1 (pen. 1 - 4) | Numancia      |
| Majorque                | 0 - 2              | Las Palmas    |
| Lugo                    | 1 - 0              | Alcorcón      |

## Troisième tour
| Club recevant           | Score              | Club visiteur   |
| ----------------------- | ------------------ | --------------- |
| Mirandés                | 0 - 1              | Alavés          |
| Albacete                | 2 - 1              | Huelva          |
| L'Hospitalet            | 3 -2               | Izarra          |
| Valladolid              | 2 - 0              | Girona          |
| Club Deportivo Alcoyano | 1 - 0              | Lleida Esportiu |
| Oviedo                  | 1 - 0 (ap)         | UCAM Murcia CF  |
| Huesca                  | 2 - 1 (ap)         | Barakaldo       |
| UE Cornellà             | 2 - 1              | SD Leioa        |
| Linense                 | 1 - 2              | Cádiz           |
| Betis                   | 0 - 0 (pen. 5 - 4) | Lugo            |
| Las Palmas              | 2 - 0              | Numancia        |

## Phase finale
| 1/16 de finale       | 1/16 de finale | 1/16 de finale | 1/16 de finale |  |                 | 1/8 de finale      | 1/8 de finale | 1/8 de finale | 1/8 de finale |  |  | 1/4 de finale      | 1/4 de finale | 1/4 de finale | 1/4 de finale |  |  | 1/2 finale      | 1/2 finale | 1/2 finale | 1/2 finale |  |  | finale          | finale | finale | finale |  |  |
|                      |                |                |                |  |                 |                    |               |               |               |  |  |                    |               |               |               |  |  |                 |            |            |            |  |  |                 |        |        |        |  |  |
| Deportivo La Corogne | 1              | 1              | 2              |  |                 |                    |               |               |               |  |  |                    |               |               |               |  |  |                 |            |            |            |  |  |                 |        |        |        |  |  |
| Málaga CF            | 1              | 4              | 5              |  |                 | Málaga CF          | 2             | 2             | 4             |  |  |                    |               |               |               |  |  |                 |            |            |            |  |  |                 |        |        |        |  |  |
| Albacete Balompié    | 1              | 0              | 1              |  | Levante UD      | 0                  | 3             | 3             |               |  |  |                    |               |               |               |  |  |                 |            |            |            |  |  |                 |        |        |        |  |  |
| Levante UD           | 1              | 0              | 1              |  |                 |                    |               |               |               |  |  | Málaga CF          | 0             | 0             | 0             |  |  |                 |            |            |            |  |  |                 |        |        |        |  |  |
| Las Palmas           | 2              | 1              | 3              |  |                 |                    |               |               |               |  |  | Athletic Bilbao    | 0             | 1             | 1             |  |  |                 |            |            |            |  |  |                 |        |        |        |  |  |
| Celta Vigo           | 1              | 3              | 4              |  |                 | Celta Vigo         | 2             | 2             | 4             |  |  |                    |               |               |               |  |  |                 |            |            |            |  |  |                 |        |        |        |  |  |
| Alcoyano             | 1              | 0              | 0              |  | Athletic Bilbao | 4                  | 0             | 4(e)          |               |  |  |                    |               |               |               |  |  |                 |            |            |            |  |  |                 |        |        |        |  |  |
| Athletic Bilbao      | 1              | 1              | 1              |  |                 |                    |               |               |               |  |  |                    |               |               |               |  |  | Athletic Bilbao | 1          | 2          | 3          |  |  |                 |        |        |        |  |  |
| Rayo Vallecano       | 1              | 4              | 5              |  |                 |                    |               |               |               |  |  |                    |               |               |               |  |  | Espanyol        | 1          | 0          | 1          |  |  |                 |        |        |        |  |  |
| Valence CF           | 2              | 4              | 6              |  |                 | Valence CF         | 2             | 0             | 2             |  |  |                    |               |               |               |  |  |                 |            |            |            |  |  |                 |        |        |        |  |  |
| Alavés               | 0              | 0              | 0              |  | Espanyol        | 1                  | 2             | 3             |               |  |  |                    |               |               |               |  |  |                 |            |            |            |  |  |                 |        |        |        |  |  |
| Espanyol             | 2              | 1              | 3              |  |                 |                    |               |               |               |  |  | Espanyol           | 3             | 0             | 3             |  |  |                 |            |            |            |  |  |                 |        |        |        |  |  |
| Grenade CF           | 1              | 1              | 2              |  |                 |                    |               |               |               |  |  | Séville FC         | 1             | 1             | 2             |  |  |                 |            |            |            |  |  |                 |        |        |        |  |  |
| Córdoba CF           | 0              | 1              | 1              |  |                 | Grenade CF         | 1             | 0             | 1             |  |  |                    |               |               |               |  |  |                 |            |            |            |  |  |                 |        |        |        |  |  |
| Sabadell             | 1              | 1              | 2              |  | Séville FC      | 2                  | 4             | 6             |               |  |  |                    |               |               |               |  |  |                 |            |            |            |  |  |                 |        |        |        |  |  |
| Séville FC           | 6              | 5              | 11             |  |                 |                    |               |               |               |  |  |                    |               |               |               |  |  |                 |            |            |            |  |  | Athletic Bilbao |        |        | 1      |  |  |
| Huesca               | 0              | 1              | 1              |  |                 |                    |               |               |               |  |  |                    |               |               |               |  |  |                 |            |            |            |  |  | FC Barcelone    |        |        | 3      |  |  |
| FC Barcelone         | 4              | 8              | 12             |  |                 | FC Barcelone       | 5             | 4             | 9             |  |  |                    |               |               |               |  |  |                 |            |            |            |  |  |                 |        |        |        |  |  |
| Real Valladolid      | 0              | 0              | 0              |  | Elche CF        | 0                  | 0             | 0             |               |  |  |                    |               |               |               |  |  |                 |            |            |            |  |  |                 |        |        |        |  |  |
| Elche CF             | 0              | 1              | 1              |  |                 |                    |               |               |               |  |  | FC Barcelone       | 1             | 3             | 4             |  |  |                 |            |            |            |  |  |                 |        |        |        |  |  |
| L'Hospitalet         | 0              | 2              | 2              |  |                 |                    |               |               |               |  |  | Atlético de Madrid | 0             | 2             | 2             |  |  |                 |            |            |            |  |  |                 |        |        |        |  |  |
| Atlético de Madrid   | 3              | 2              | 5              |  |                 | Atlético de Madrid | 2             | 2             | 4             |  |  |                    |               |               |               |  |  |                 |            |            |            |  |  |                 |        |        |        |  |  |
| UE Cornellà          | 1              | 0              | 1              |  | Real Madrid     | 0                  | 2             | 2             |               |  |  |                    |               |               |               |  |  |                 |            |            |            |  |  |                 |        |        |        |  |  |
| Real Madrid          | 4              | 5              | 9              |  |                 |                    |               |               |               |  |  |                    |               |               |               |  |  | FC Barcelone    | 3          | 3          | 6          |  |  |                 |        |        |        |  |  |
| Cádiz                | 1              | 0              | 1              |  |                 |                    |               |               |               |  |  |                    |               |               |               |  |  | Villarreal      | 1          | 1          | 2          |  |  |                 |        |        |        |  |  |
| Villarreal           | 2              | 3              | 5              |  |                 | Villarreal         | 1             | 2             | 3             |  |  |                    |               |               |               |  |  |                 |            |            |            |  |  |                 |        |        |        |  |  |
| Real Oviedo          | 0              | 0              | 0              |  | Real Sociedad   | 0                  | 2             | 2             |               |  |  |                    |               |               |               |  |  |                 |            |            |            |  |  |                 |        |        |        |  |  |
| Real Sociedad        | 0              | 2              | 2              |  |                 |                    |               |               |               |  |  | Villarreal         | 1             | 1             | 2             |  |  |                 |            |            |            |  |  |                 |        |        |        |  |  |
| Betis Séville        | 3              | 1              | 4              |  |                 |                    |               |               |               |  |  | Getafe CF          | 0             | 0             | 0             |  |  |                 |            |            |            |  |  |                 |        |        |        |  |  |
| UD Almería           | 4              | 2              | 6              |  |                 | UD Almería         | 1             | 0             | 1             |  |  |                    |               |               |               |  |  |                 |            |            |            |  |  |                 |        |        |        |  |  |
| Getafe CF            | 3              | 2              | 5              |  | Getafe CF       | 1                  | 1             | 2             |               |  |  |                    |               |               |               |  |  |                 |            |            |            |  |  |                 |        |        |        |  |  |
| SD Eibar             | 0              | 1              | 1              |  |                 |                    |               |               |               |  |  |                    |               |               |               |  |  |                 |            |            |            |  |  |                 |        |        |        |  |  |

## 1/16 de finale aller
| 29 octobre 2014 | UE Cornellà | 1 - 4 | Real Madrid                                  |                                                             |                                                             |
| 20:00           | Muñoz 20e   | (1-2) | Varane 10e 36e · Hernández 53e · Marcelo 75e | Power8 Stadium Spectateurs : 28 895 Arbitrage : Jaime Latre | Power8 Stadium Spectateurs : 28 895 Arbitrage : Jaime Latre |
| 20:00           | Rapport     |       |                                              | Power8 Stadium Spectateurs : 28 895 Arbitrage : Jaime Latre | Power8 Stadium Spectateurs : 28 895 Arbitrage : Jaime Latre |

| 29 octobre 2014 | Sabadell   | 1 - 6   | FC Séville                                                             |                                                                          |                                                                          |
| 22:00           | Forgàs 75e | (0 - 2) | Kolodziejczak 28e · Aspas 43e 60e 93e (pen.) · Gameiro 67e · Reyes 70e | Nova Creu Alta, Sabadell Spectateurs : 6 157 Arbitrage : Vicandi Garrido | Nova Creu Alta, Sabadell Spectateurs : 6 157 Arbitrage : Vicandi Garrido |
| 22:00           | Rapport    |         |                                                                        | Nova Creu Alta, Sabadell Spectateurs : 6 157 Arbitrage : Vicandi Garrido | Nova Creu Alta, Sabadell Spectateurs : 6 157 Arbitrage : Vicandi Garrido |

| 2 décembre 2014 | CD Alcoyano | 1 - 1   | Athletic Bilbao |                                                                  |                                                                  |
| 20:00           | Francis 32e | (1 - 0) | Viguera 90+1e   | El Collao, Alcoy Spectateurs : 3 517 Arbitrage : Prieto Iglesias | El Collao, Alcoy Spectateurs : 3 517 Arbitrage : Prieto Iglesias |
| 20:00           | Rapport     |         |                 | El Collao, Alcoy Spectateurs : 3 517 Arbitrage : Prieto Iglesias | El Collao, Alcoy Spectateurs : 3 517 Arbitrage : Prieto Iglesias |

| 2 décembre 2014 | Alavés  | 0 - 2   | Espanyol         |                                                                                         |                                                                                         |
| 20:00           |         | (0 - 1) | Stuani 35e 90+3e | Stade de Mendizorroza, Vitoria-Gasteiz Spectateurs : 7 313 Arbitrage : Alberto Mallenco | Stade de Mendizorroza, Vitoria-Gasteiz Spectateurs : 7 313 Arbitrage : Alberto Mallenco |
| 20:00           | Rapport |         |                  | Stade de Mendizorroza, Vitoria-Gasteiz Spectateurs : 7 313 Arbitrage : Alberto Mallenco | Stade de Mendizorroza, Vitoria-Gasteiz Spectateurs : 7 313 Arbitrage : Alberto Mallenco |

| 2 décembre 2014 | Las Palmas             | 2 - 1   | Celta Vigo      |                                                                                              |                                                                                              |
| 22:00           | Hernán 23e · Silva 79e | (1 - 0) | Mina 83e (pen.) | Estadio de Gran Canaria, Las Palmas Spectateurs : 10 679 Arbitrage : Carlos Velasco Carballo | Estadio de Gran Canaria, Las Palmas Spectateurs : 10 679 Arbitrage : Carlos Velasco Carballo |
| 22:00           | Rapport                |         |                 | Estadio de Gran Canaria, Las Palmas Spectateurs : 10 679 Arbitrage : Carlos Velasco Carballo | Estadio de Gran Canaria, Las Palmas Spectateurs : 10 679 Arbitrage : Carlos Velasco Carballo |

| 2 décembre 2014 | Real Valladolid | 2 - 1   | Elche CF |                                                                               |                                                                               |
| 22:00           |                 | (1 - 0) |          | Stade José-Zorrilla, Valladolid Spectateurs : 4 687 Arbitrage : Pérez Montero | Stade José-Zorrilla, Valladolid Spectateurs : 4 687 Arbitrage : Pérez Montero |
| 22:00           | Rapport         |         |          | Stade José-Zorrilla, Valladolid Spectateurs : 4 687 Arbitrage : Pérez Montero | Stade José-Zorrilla, Valladolid Spectateurs : 4 687 Arbitrage : Pérez Montero |

| 3 décembre 2014 | L'Hospitalet | 0 - 3   | Atlético de Madrid                                |                                                                                               |                                                                                               |
| 20:00           |              | (0 - 0) | Griezmann 65e · Gabi 81e (pen.) · Rodríguez 90+2e | La Feixa Llarga, L'Hospitalet de Llobregat Spectateurs : 2 500 Arbitrage : Fernández Borbalán | La Feixa Llarga, L'Hospitalet de Llobregat Spectateurs : 2 500 Arbitrage : Fernández Borbalán |
| 20:00           | Rapport      |         |                                                   | La Feixa Llarga, L'Hospitalet de Llobregat Spectateurs : 2 500 Arbitrage : Fernández Borbalán | La Feixa Llarga, L'Hospitalet de Llobregat Spectateurs : 2 500 Arbitrage : Fernández Borbalán |

| 3 décembre 2014 | Deportivo La Corogne | 1 - 1   | Málaga CF           |                                                                         |                                                                         |
| 20:00           | Toché 68e            | (0 - 1) | Ignacio Camacho 11e | Stade de Riazor, La Corogne Spectateurs : 9 988 Arbitrage : Mateu Lahoz | Stade de Riazor, La Corogne Spectateurs : 9 988 Arbitrage : Mateu Lahoz |
| 20:00           | Rapport              |         |                     | Stade de Riazor, La Corogne Spectateurs : 9 988 Arbitrage : Mateu Lahoz | Stade de Riazor, La Corogne Spectateurs : 9 988 Arbitrage : Mateu Lahoz |

| 3 décembre 2014 | Grenade CF  | 1 - 0   | Córdoba CF |                                                                               |                                                                               |
| 22:00           | Córdoba 25e | (1 - 0) |            | Nuevo Los Cármenes, Grenade Spectateurs : 9 066 Arbitrage : Teixeira Vitienes | Nuevo Los Cármenes, Grenade Spectateurs : 9 066 Arbitrage : Teixeira Vitienes |
| 22:00           | Rapport     |         |            | Nuevo Los Cármenes, Grenade Spectateurs : 9 066 Arbitrage : Teixeira Vitienes | Nuevo Los Cármenes, Grenade Spectateurs : 9 066 Arbitrage : Teixeira Vitienes |

| 3 décembre 2014 | Huesca  | 0 - 4   | FC Barcelone                                        |                                                                         |                                                                         |
| 22:00           |         | (0 - 3) | Rakitić 12e · Iniesta 15e · Pedro 38e · Rafinha 71e | Estadio El Alcoraz, Huesca Spectateurs : 4 800 Arbitrage : Cerro Grande | Estadio El Alcoraz, Huesca Spectateurs : 4 800 Arbitrage : Cerro Grande |
| 22:00           | Rapport |         |                                                     | Estadio El Alcoraz, Huesca Spectateurs : 4 800 Arbitrage : Cerro Grande | Estadio El Alcoraz, Huesca Spectateurs : 4 800 Arbitrage : Cerro Grande |

| 4 décembre 2014 | Cádiz CF   | 1 - 2   | Villarreal CF                  |                                                                                       |                                                                                       |
| 20:00           | Arregi 47e | (0 - 2) | Gerard Moreno 17e · Nahuel 21e | Estadio Ramón de Carranza, Cadix Spectateurs : 12 000 Arbitrage : Iglesias Villanueva | Estadio Ramón de Carranza, Cadix Spectateurs : 12 000 Arbitrage : Iglesias Villanueva |
| 20:00           | Rapport    |         |                                | Estadio Ramón de Carranza, Cadix Spectateurs : 12 000 Arbitrage : Iglesias Villanueva | Estadio Ramón de Carranza, Cadix Spectateurs : 12 000 Arbitrage : Iglesias Villanueva |

| 4 décembre 2014 | Oviedo  | 0 - 0   | Real Sociedad |                                                                                 |                                                                                 |
| 20:00           |         | (0 - 0) |               | Stade Carlos-Tartiere, Oviedo Spectateurs : 9 028 Arbitrage : Teixeira Vitienes | Stade Carlos-Tartiere, Oviedo Spectateurs : 9 028 Arbitrage : Teixeira Vitienes |
| 20:00           | Rapport |         |               | Stade Carlos-Tartiere, Oviedo Spectateurs : 9 028 Arbitrage : Teixeira Vitienes | Stade Carlos-Tartiere, Oviedo Spectateurs : 9 028 Arbitrage : Teixeira Vitienes |

| 4 décembre 2014 | Rayo Vallecano | 1 - 2   | Valence CF                |                                                                        |                                                                        |
| 22:00           | Moreno 36e     | (1 - 1) | Alcácer 25e · De Paul 85e | Stade de Vallecas, Madrid Spectateurs : 8 551 Arbitrage : Melero López | Stade de Vallecas, Madrid Spectateurs : 8 551 Arbitrage : Melero López |
| 22:00           | Rapport        |         |                           | Stade de Vallecas, Madrid Spectateurs : 8 551 Arbitrage : Melero López | Stade de Vallecas, Madrid Spectateurs : 8 551 Arbitrage : Melero López |

| 5 décembre 2014 | Albacete    | 1 - 1   | Levante UD   |                                                                                     |                                                                                     |
| 20:00           | Moutinho 6e | (1 - 0) | El Adoua 69e | Estadio Carlos Belmonte, Albacete Spectateurs : 4 813 Arbitrage : Estrada Fernández | Estadio Carlos Belmonte, Albacete Spectateurs : 4 813 Arbitrage : Estrada Fernández |
| 20:00           | Rapport     |         |              | Estadio Carlos Belmonte, Albacete Spectateurs : 4 813 Arbitrage : Estrada Fernández | Estadio Carlos Belmonte, Albacete Spectateurs : 4 813 Arbitrage : Estrada Fernández |

| 5 décembre 2014 | Getafe CF                     | 3 - 0   | SD Eibar |                                                                                    |                                                                                    |
| 20:00           | Sarabia 63e 74e · Vázquez 70e | (0 - 0) |          | Coliseum Alfonso Pérez, Getafe Spectateurs : 1 700 Arbitrage : Hernández Hernández | Coliseum Alfonso Pérez, Getafe Spectateurs : 1 700 Arbitrage : Hernández Hernández |
| 20:00           | Rapport                       |         |          | Coliseum Alfonso Pérez, Getafe Spectateurs : 1 700 Arbitrage : Hernández Hernández | Coliseum Alfonso Pérez, Getafe Spectateurs : 1 700 Arbitrage : Hernández Hernández |

| 5 décembre 2014 | Betis                                 | 3 - 4   | UD Almería                                     |                                                                                   |                                                                                   |
| 22:00           | Castro 80e · Perquis 86e · Molina 90e | (0 - 3) | Mané 3e · Teerasil 5e · Quique 29e · Édgar 61e | Stade Benito-Villamarín, Séville Spectateurs : 3 000 Arbitrage : Martínez Munuera | Stade Benito-Villamarín, Séville Spectateurs : 3 000 Arbitrage : Martínez Munuera |
| 22:00           | Rapport                               |         |                                                | Stade Benito-Villamarín, Séville Spectateurs : 3 000 Arbitrage : Martínez Munuera | Stade Benito-Villamarín, Séville Spectateurs : 3 000 Arbitrage : Martínez Munuera |

## 1/16 de finale retour

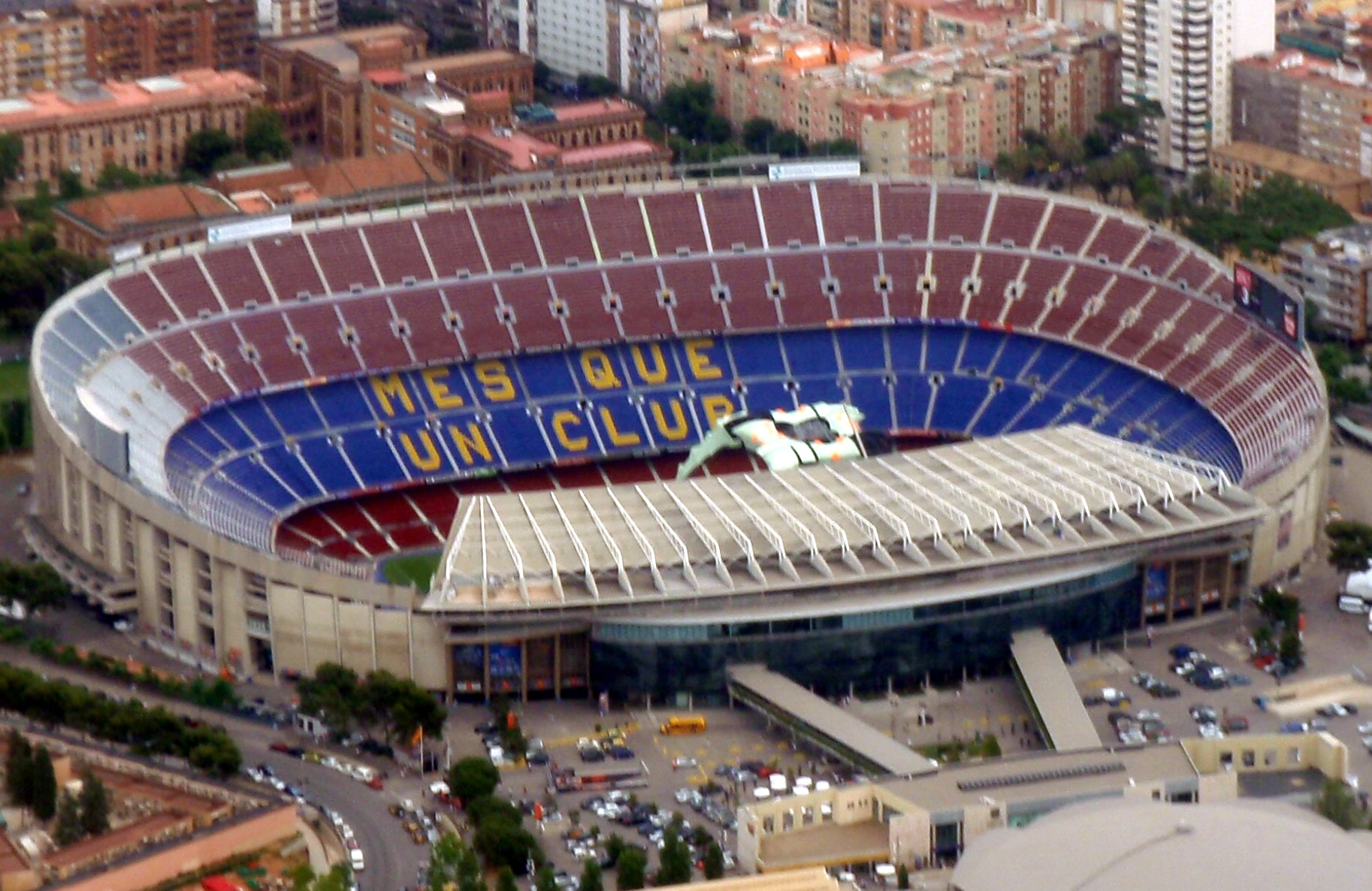
Camp Nou

| 2 décembre 2014 | Real Madrid                                                 | 5 - 0   | Cornellà |                                                                                    |                                                                                    |
| 20:00           | James 16e 34e · Isco 31e · Borja López 60e (csc) · Jesé 77e | (3 - 0) |          | Stade Santiago-Bernabéu, Madrid Spectateurs : 50 862 Arbitrage : González González | Stade Santiago-Bernabéu, Madrid Spectateurs : 50 862 Arbitrage : González González |
| 20:00           | Rapport                                                     |         |          | Stade Santiago-Bernabéu, Madrid Spectateurs : 50 862 Arbitrage : González González | Stade Santiago-Bernabéu, Madrid Spectateurs : 50 862 Arbitrage : González González |

| 3 décembre 2014 | FC Séville                                     | 5 - 1   | Sabadell             |                                                                                   |                                                                                   |
| 20:00           | Gameiro 35e · Aspas 58e 59e 62e · Deulofeu 80e | (1 - 1) | Collantes 22e (pen.) | Stade Ramón-Sánchez-Pizjuán, Séville Spectateurs : 14 473 Arbitrage : Gil Manzano | Stade Ramón-Sánchez-Pizjuán, Séville Spectateurs : 14 473 Arbitrage : Gil Manzano |
| 20:00           | Rapport                                        |         |                      | Stade Ramón-Sánchez-Pizjuán, Séville Spectateurs : 14 473 Arbitrage : Gil Manzano | Stade Ramón-Sánchez-Pizjuán, Séville Spectateurs : 14 473 Arbitrage : Gil Manzano |

| 16 décembre 2014 | Celta Vigo                               | 3 - 1   | Las Palmas |                                                                         |                                                                         |
| 20:00            | Larrivey 19e · Mina 50e · Orellana 90+2e | (1 - 0) | Nauzet 53e | Stade Balaídos, Vigo Spectateurs : 11 320 Arbitrage : Teixeira Vitienes | Stade Balaídos, Vigo Spectateurs : 11 320 Arbitrage : Teixeira Vitienes |
| 20:00            | Rapport                                  |         |            | Stade Balaídos, Vigo Spectateurs : 11 320 Arbitrage : Teixeira Vitienes | Stade Balaídos, Vigo Spectateurs : 11 320 Arbitrage : Teixeira Vitienes |

| 16 décembre 2014 | Valence CF                                        | 4 - 4   | Rayo Vallecano                                         |                                                                           |                                                                           |
| 20:00            | Alcácer 7e 65e · Morcillo 46e (csc) · Rodrigo 71e | (1 - 3) | Jozabed 20e · Pozuelo 23e · Jonathan 38e · Embarba 61e | Estadio de Mestalla, Espagne Spectateurs : 23 600 Arbitrage : Jaime Latre | Estadio de Mestalla, Espagne Spectateurs : 23 600 Arbitrage : Jaime Latre |
| 20:00            | Rapport                                           |         |                                                        | Estadio de Mestalla, Espagne Spectateurs : 23 600 Arbitrage : Jaime Latre | Estadio de Mestalla, Espagne Spectateurs : 23 600 Arbitrage : Jaime Latre |

| 16 décembre 2014 | UD Almería                | 2 - 1   | Betis       |                                                                                         |                                                                                         |
| 20:00            | Michel 59e · Jonathan 74e | (0 - 0) | Perquis 78e | Stade des Jeux Méditerranéens, Almería Spectateurs : 4 133 Arbitrage : Velasco Carballo | Stade des Jeux Méditerranéens, Almería Spectateurs : 4 133 Arbitrage : Velasco Carballo |
| 20:00            | Rapport                   |         |             | Stade des Jeux Méditerranéens, Almería Spectateurs : 4 133 Arbitrage : Velasco Carballo | Stade des Jeux Méditerranéens, Almería Spectateurs : 4 133 Arbitrage : Velasco Carballo |

| 16 décembre 2014 | FC Barcelone                                                                         | 8 - 1   | SD Huesca  |                                                                     |                                                                     |
| 22:00            | Pedro 20e 26e 43e · Roberto 29e · Iniesta 39e · Adriano 68e · Adama 78e · Sandro 83e | (5 - 0) | Gaspar 86e | Camp Nou, Barcelone Spectateurs : 44 884 Arbitrage : Eduardo Prieto | Camp Nou, Barcelone Spectateurs : 44 884 Arbitrage : Eduardo Prieto |
| 22:00            | Rapport                                                                              |         |            | Camp Nou, Barcelone Spectateurs : 44 884 Arbitrage : Eduardo Prieto | Camp Nou, Barcelone Spectateurs : 44 884 Arbitrage : Eduardo Prieto |

## Finale
| Finale      | FC Barcelone | 3 - 1 | Athletic Bilbao | Camp Nou, Barcelone |
| 30 mai 2015 |              |       |                 |                     |

## Meilleurs buteurs
Les deux meilleurs buteurs de cette édition sont Neymar (FC Barcelone) et Iago Aspas (Séville FC) avec 7 buts chacun.